# Zyndranowa
Zyndranowa (lemkisch Зындранова, ukrainisch Зиндранова) ist eine Ortschaft mit einem Schulzenamt der Gemeinde Dukla im Powiat Krośnieński der Woiwodschaft Karpatenvorland in Polen.

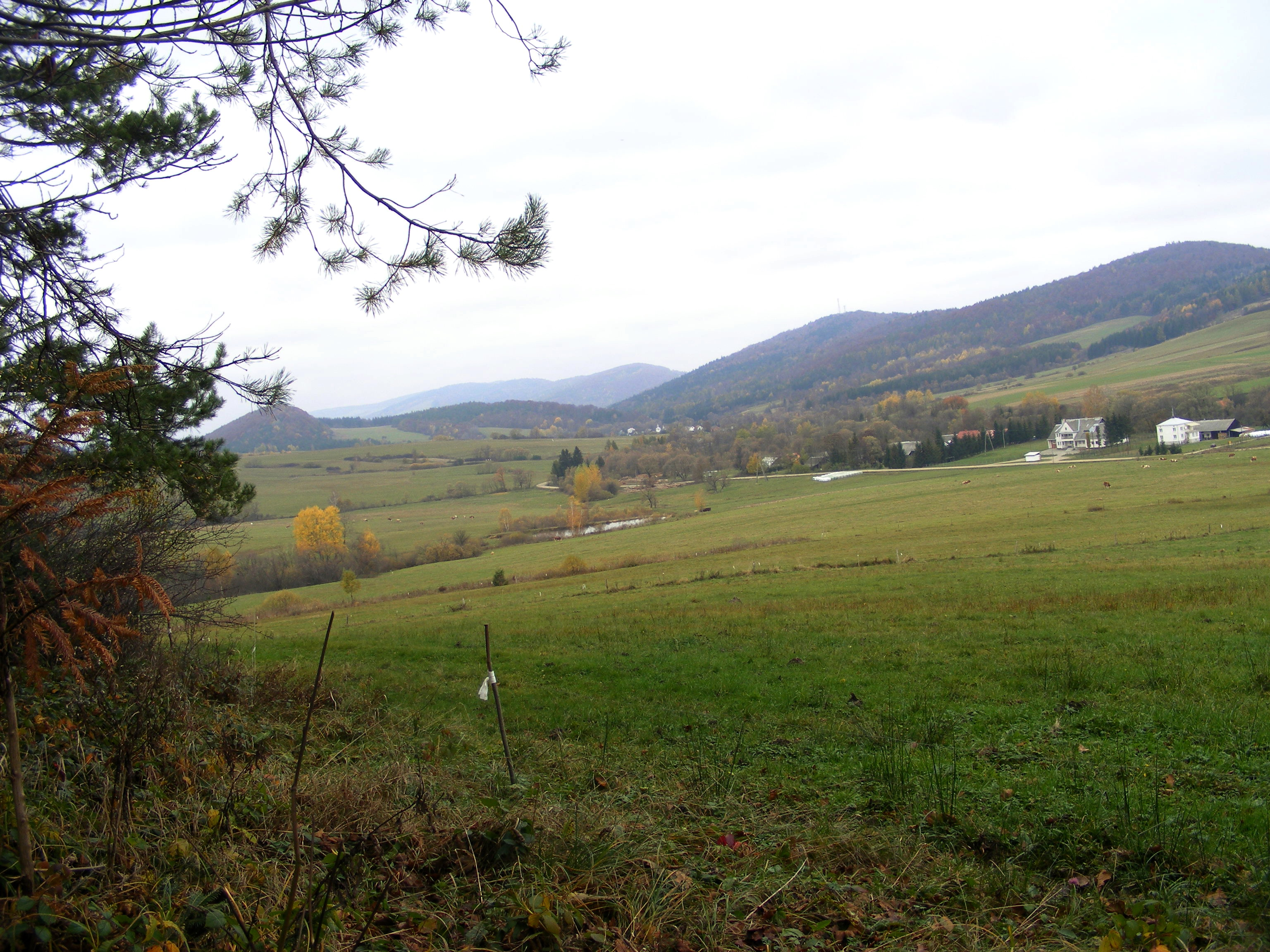
Blick auf Zyndranowa

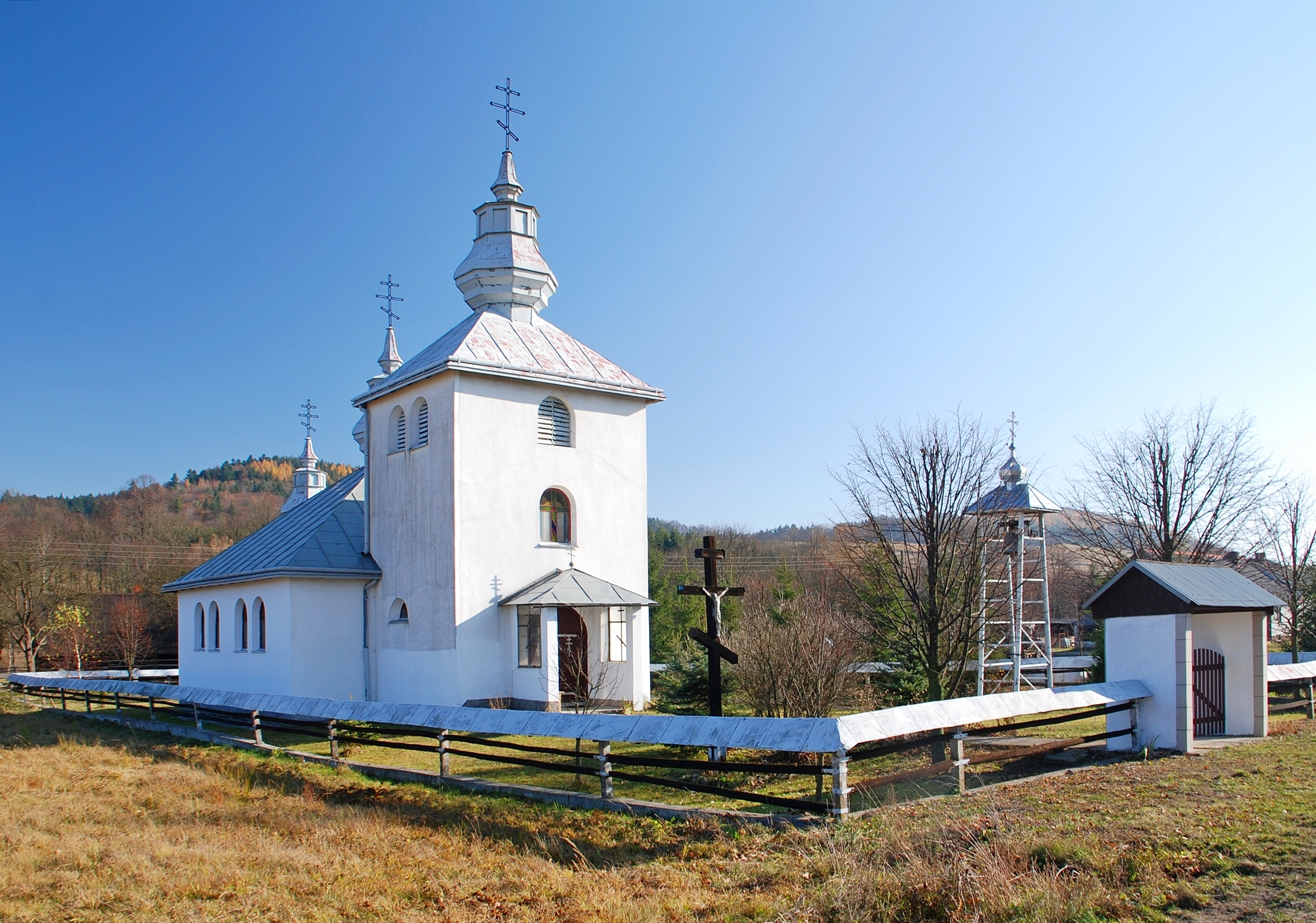
Orthodoxe Kirche

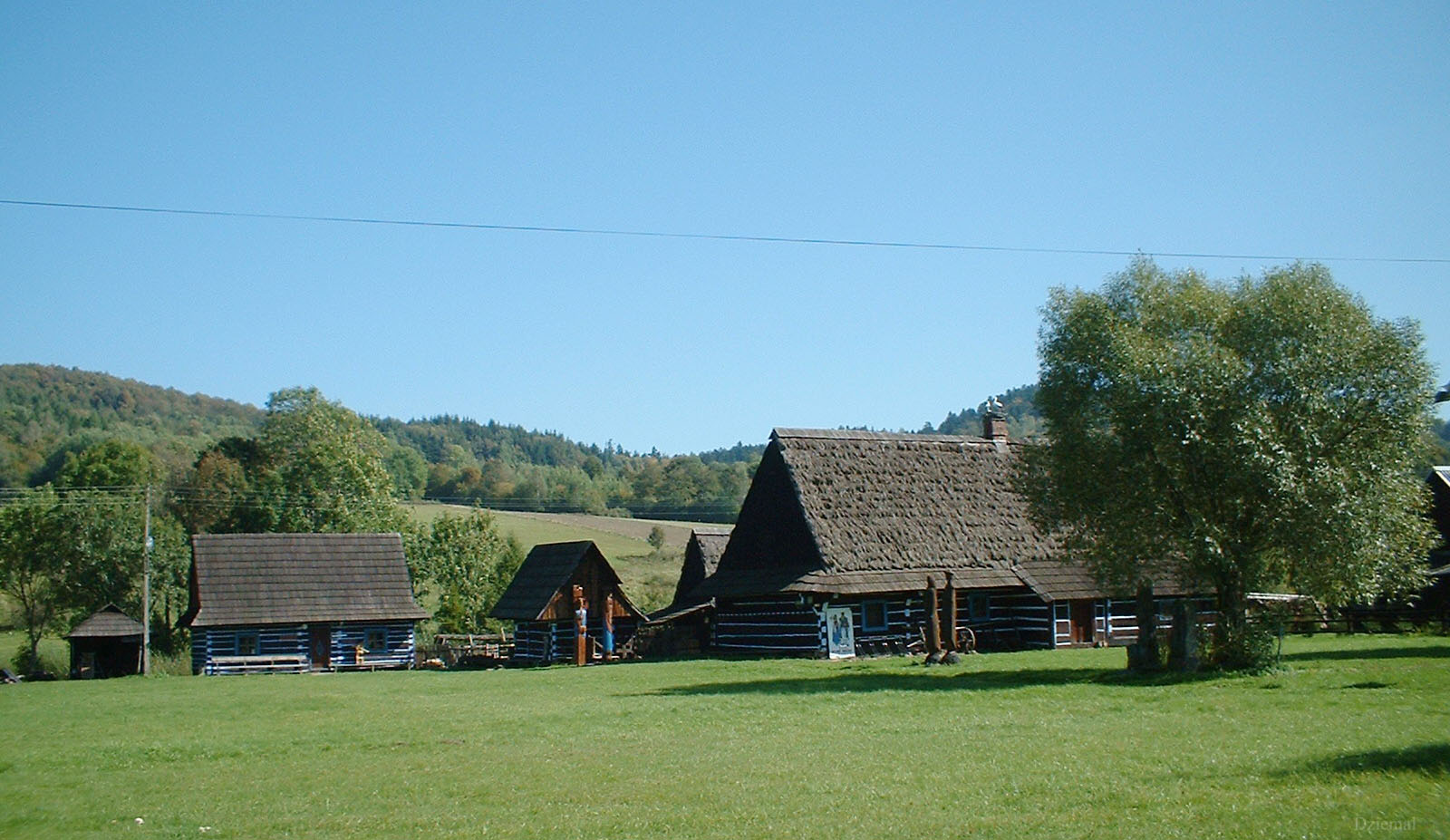
Freilichtmuseum (Skansen) in Zyndranowa

## Geographie
Der Ort liegt am Bach Panna in den Niederen Beskiden, im sogenannten Lemkenland. Die Nachbarorte sind Barwinek im Westen, Tylawa im Norden, Daliowa im Nordosten, Lipowiec im Südosten, sowie Vyšný Komárnik in der Slowakei im Süden.

## Geschichte
Laut einer Sage wurde das Dorf von Zyndram von Maszkowice († 1414) durch Kriegsgefangene der Schlacht bei Tannenberg (1410) gegründet. Aus 1426 stammt ein Dokument des Königs Władysław II. Jagiełło, das Zyndram von Maszkowice als vorherigen Besitzer der benachbarten Stadt Jaśliska und des Dorfs Królik Polski (1389 als Johanne gegründet) im Sanoker Land erwähnt. Die erste sichere Erwähnung von Zyndramowa im Kreis Biecz der Woiwodschaft Krakau stammt aus dem Jahr 1523.
Nach der Union von Brest (1596) änderte sich die Konfession im Dorf aus orthodox zu griechisch-katholisch allerdings erst im Jahr 1706.
Bei der Ersten Teilung Polens kam Zyndranowa 1772 zum neuen Königreich Galizien und Lodomerien des habsburgischen Kaiserreichs (ab 1804). 1880 gab es dort außer 431 griechisch-katholischen Lemken auch 14 Juden. 1914 wurden um 100 Bewohner in die Armee einberufen und die Hälfte kehrte nie zurück. Auf einige Personen, darunter der griechisch-katholische Priester, fielen in Verdacht der Russophiler Einstellungen und wurden im Interniertenlager Thalerhof bei Graz inhaftiert. Der obere Teil des Dorfs wurde in der Schlacht beim Duklapass zerstört.
1918, nach dem Ende des Ersten Weltkriegs und dem Zusammenbruch der k.u.k. Monarchie, kam Zyndranowa zu Polen. Das Dorf war bekannt für Neigungen zur Orthodoxen Kirche, aber der örtliche griechisch-katholische Priester verhinderte ein ähnliches Schisma, wie von Tylawa im Dorf. Zu dieser Zeit waren auch Kommunisten dort tätig.
Im Zweiten Weltkrieg gehörte der Ort zum Distrikt Krakau im Generalgouvernement. 1947 wurde der Rest der Lemken im Rahmen der Aktion Weichsel vertrieben, nur um 30 Personen kehrten in den Jahren 1956 bis 1960 zurück. 1962 wurde die Ruine der Zerkwa abgetragen. In den Jahren 1983 bis 1985 wurde eine neue orthodoxe gemauerte Kirche an anderer Stelle errichtet. 1988 wurde eine römisch-katholische Kapelle gebaut. 1993 wurde Zyndranowa zum Sitz einer griechisch-katholischer Pfarrei.
Von 1975 bis 1998 gehörte Zyndranowa zur Woiwodschaft Krosno.

## Sehenswürdigkeiten
- Freilichtmuseum (Skansen) der lemkischen Kultur, 1968 eröffnet;